# Wallis Bird
Wallis Bird (29 januari 1982, Enniscorthy, Ierland) is een Ierse muzikante. In 2012 bracht ze haar derde studioalbum uit.

## Biografie
Bird is linkshandig, maar verloor de vijf vingers van haar linkerhand in een ongeluk met een grasmaaier. Vier vingers konden er weer aangezet worden. Ze leerde om een rechts-handige gitaar op kop te bespelen, wat bijdraagt aan haar ongewone gitaarspel.
Na haar jeugd verhuisde Bird naar de hoofdstad van Ierland, Dublin, om daar het liedjes schrijven te leren aan de "Ballyfermot Rock School". Tijdens haar studie bleef ze spelen in kleine cafés en barretjes, alsook op grote festivals. In 2005 verhuisde ze naar Duitsland, waar ze met haar management Karakter Worldwide en de broers Christian en Michael Vinne een nieuwe band oprichtte. Na een korte tour door Ierland en Duitsland besloot ze in Mannheim te blijven voor anderhalf jaar. In 2006 verhuisde Bird naar Londen, waar ze tot op heden woont. In 2008 werd de band uitgebreid met de Iers-Belgische muzikant Aiden. Bird neemt haar materiaal op in Ierland, Duitsland en haar appartement in Brixton.

## Prijzen
- 2009: Hope for 2009 Awards - Meteor Ireland Music Awards 2009
- 2010: Best Irish Female Artist - Meteor Ireland Music Awards 2010

## Discografie

### Albums
| Jaar | Album | Positie | Positie | Positie   | Positie | Positie    | Positie   |
| Jaar | Album | Ierland | UK      | Frankrijk | België  | Oostenrijk | Nederland |
| ---- | --- | ------- | ------- | --------- | ------- | ---------- | --------- |
| 2007 | Spoons - Uitgebracht: oktober 2007 - Label: Island Records - Verkrijgbaar als: cd, download                                        | —       | —       | —         | —       | —          | —         |
| 2009 | New Boots - Uitgebracht: 24 juli 2009 - Label: Columbia Records (Rest van Europa, buiten Ierland) - Verkrijgbaar als: cd, download | 14      | —       | —         | —       | 59         | —         |
| 2012 | Wallis Bird - Uitgebracht: 9 maart 2012 - Label: Rubyworks Records (IRL & UK) - Verkrijgbaar als: cd, download                     | 11      | —       | —         | —       | 51         | —         |
| 2014 | Architect - Uitgebracht: 11 april 2014 - Label: Kaiserlich Koeniglich / Bird Records - Verkrijgbaar als: cd, download              | 24      | 93      | —         | —       | 67         | —         |